# 奈良フィルハーモニー管弦楽団
特定非営利活動法人奈良フィルハーモニー管弦楽団（ならフィルハーモニーかんげんがくだん）は、奈良県大和郡山市に本拠地があるオーケストラである。

## 概要
1985年に設立され、定期公演やサロン・コンサートなど奈良県内を中心に近畿地方各地で活動をしている。秋山和慶が頻繁に客演している。
2012年5月31日、特定非営利活動法人として設立認証。
2013年7月、日本オーケストラ連盟準会員に入会。